# Кафедральний квартал (Дербі)
Кафедральний квартал (англ. Cathedral Quarter) — один з п'яти кварталів у центрі Дербі, Розташований поряд із собором Всіх Святих. З північного заходу обмежений проїздом святого Олкмунда (St Alkmund's Way) і Форд-стріт (Ford Street), зі сходу — річкою Дервент, і Альберт-стріт (Albert Street), Вікторія-стріт (Victoria Street), Уордвік (Wardwick) і Фріаргейт (Friargate) з півдня.
Це торговий, діловий і культурний квартал з безліччю художній галерей і туристичних місць. Серед них — Музей і художня галерея Дербі, Центральна бібліотека Дербі, Бібліотека місцевих досліджень (Derby Local Studies Library), «Шовкова фабрика», ратуша, туристичний інформаційний центр, собор всіх святих та інші. З «шовкової фабрики» починається комплекс фабрик, включений до списку Світової спадщини Великої Британії.